# Cladonia asahinae
Cladonia asahinae J.W. Thomson (1977) è una specie di lichene appartenente al genere Cladonia,  dell'ordine Lecanorales.
Il nome proprio deriva dal lichenologo e chimico giapponese Yasuhiko Asahina (16 aprile 1881 - 30 giugno 1975), in onore del quale è stata dedicata.

## Descrizione
Ha squamule primarie persistenti, lunghe fino a 3 millimetri, di colore verde-bruno. I podezi sono alti fino a 20-25 millimetri, da verde-grigiastro e verde-giallognoli. La superficie dei podezi è coperta, nella parte superiore, da soredi granulari o da granuli corticali. Gli apoteci sono di colore marrone.
La specie, ad una prima osservazione viene spesso confusa con C. fimbriata e con C. chlorophaea, che però non contengono acidi grassi.
All'esame cromatografico sono stati riscontrati acidi grassi e acido fumarprotocetrarico.
Il fotobionte è principalmente un'alga verde delle Trentepohlia.

## Distribuzione e habitat
La specie è stata rinvenuta nelle seguenti località:
- Canada (Columbia Britannica);
- Andorra, Antartide, Argentina, Cile, Finlandia, Georgia del Sud, Islanda, Isole Orcadi meridionali, Lituania, Norvegia, Svezia.

Cresce su suoli pesantemente smossi e lavorati, usualmente in spazi aperti, nei pressi di nidi d'uccelli.

## Tassonomia
Questa specie appartiene alla sezione Cladonia; a tutto il 2008 non sono state identificate forme, sottospecie e varietà.